# Irina Petrowna Sarubina

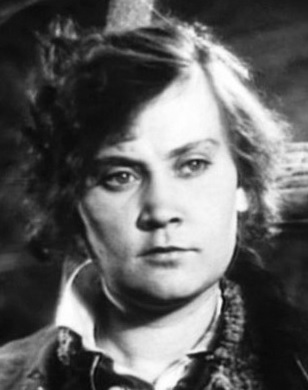
Sarubina in Podrugi (1936)

Irina Petrowna Sarubina (russisch Ирина Петровна Зарубина; * 9.jul. / 22. April 1907greg. in Kasan, Russisches Kaiserreich; † 20. Mai 1976 in Leningrad) war eine sowjetische Schauspielerin.

## Biografie
Sarubina studierte bis 1929 an der Hochschule für darstellende Künste in Leningrad und war danach sechs Jahre am dortigen Proletkult-Theater beschäftigt. Anschließend wechselte sie zum Leningrader Komödientheater und avancierte dort zur Lieblingsschauspielerin von dessen langjährigem Leiter Nikolai Akimow. Außerdem stand sie ab 1935 vereinzelt für das Theater des Leningrader Gewerkschaftsbundes auf der Bühne. Aufgrund des Deutsch-Sowjetischen Krieges wurde Sarubina mit ihren Kollegen in die Tadschikische SSR evakuiert, konnte jedoch 1944 zurückkehren. Am Komödientheater verblieb sie bis zu ihrem Tod.
Seit den frühen 1930er Jahren trat die dunkelhaarige Mimin auch vor die Kamera und war 1936 im Kriegsdrama Подруги (Podrugi) erstmals als Hauptdarstellerin zu sehen. Wichtige Auftritte folgten in zwei Werken über Peter I. (1937/38) und in Die schöne Wassilissa (1940). Nach der kriegsbedingten Unterbrechung nahm sie ihre Filmlaufbahn 1947 wieder auf, ihr einziges nennenswertes Engagement in der darauffolgenden Zeit blieb jedoch die Rolle in Wladimir Kaplunowskis Die Hauptmannstochter (1957). Ab Mitte der 1960er Jahre war Sarubina fast ausschließlich in Bühnenaufzeichnungen zu sehen. Ihr Hauptaugenmerk lag auf volkstümlichen Rollen.
Darüber hinaus war sie vereinzelt als Hörspielsprecherin aktiv.
Sarubina starb 69-jährig und wurde auf dem Friedhof Komarowskoje nahe Leningrad beigesetzt.

## Würdigungen
Sie war Trägerin folgender Titel und Auszeichnungen:
- Orden des Roten Banners der Arbeit (1. Februar 1939) für Peter der Große und Пётр Первый II (Pjotr Perwy II, 1937/38)
- Verdiente Künstlerin der RSFSR (1939)
- Volkskünstlerin der Tadschikischen SSR (1944)
- Volkskünstlerin der RSFSR (1951)

## Theaterarbeit (Auswahl)
- Терентий Иванович (Terenti Iwanowitsch) – von Juri Swirin
- Was ihr wollt (Twelfe Night, Or what you will) – von William Shakespeare
- Сын народа (Syn naroda) – von Juri Pawlowitsch German
- Давным-давно (Dawnym-dawno) – von Alexander Konstantinowitsch Gladkow
- Актриса (Aktrisa) – von Nikolai Erdman, Michail Wolpin und Alexei Michailowitsch Faiko
- Eine Dummheit macht auch der Gescheiteste (Na wsjakogo mudreza dowolno prostoty) – von Alexander Ostrowski
- Поют жаворонки (Pojut schaworonki) – von Kondrat Kondratowitsch Krapiwa
- Помпадур и помпадурши (Pompadur i pompadurschi) – von Michail Saltykow-Schtschedrin
- Das gewöhnliche Wunder (Obyknowennoje tschudo) – von Jewgeni Schwarz
- Мирные люди (Mirnyje ljudi) – von Wassili Wassiljewitsch Schkwarkin
- Der Revisor (Rewisor) – von Nikolai Gogol
- Чемодан с наклейками (Tschemodan s nakleikami) – von Dmitri Borissowitsch Ugrjumow
- Зелёный кузнечик (Seljony kusnetschik) – von Sergei Michalkow
- Гусиное перо (Gusinoje pero) – von Semjon Lwowitsch Lungin und Ilja Isaakowitsch Nusinow
- Поднятая целина (Podnjataja zelina) – nach Michail Scholochows Neuland unterm Pflug
- Die Heirat (Schenitba) – von Nikolai Gogol
- Kretschinskis Hochzeit (Swabda Kretschinkogo) – von Alexander Suchowo-Kobylin
- Gewitter (Grosa) – von Alexander Ostrowski
- El perro del hortelano – von Lope de Vega
- The School for Scandal – von Richard Brinsley Sheridan
- Frau Warrens Gewerbe (Mrs Warren’s Profession) – von George Bernard Shaw

## Filmografie (Auswahl)
- 1937: Peter der Große (Pjotr Perwy)
- 1938: Пётр Первый II (Pjotr Perwy II)
- 1939: Unter fremden Menschen (W ljudjach)
- 1940: Die schöne Wassilissa (Wassilissa Prekrasnaja)
- 1941: Waleri Tschkalow
- 1958: Die Hauptmannstochter (Kapitanskaja dotschka)
- 1966: Tibul besiegt die Dickwänste (Tri tolstjaka)
- 1969: Der Dorfdetektiv (Derewenski detektiv)

## Hörspiele (Auswahl)
- Старосветские помещики (Staroswetskije pomeschtschiki) – nach Nikolai Gogols Gutsbesitzer aus alter Zeit
- Искатели (Iskateli) – nach Daniil Granins Roman
- Посланец мира (Poslanez mira) – nach Sergei Petrowitsch Antonow
- Судьба Марины (Sudba Mariny) – nach Lidija Alexandrowna Kompanijez